# کوتاوا (کنتاکی)
کوتاوا (به انگلیسی: Kuttawa) شهری در ایالت کنتاکی کشور ایالات متحده آمریکا است که جمعیت آن در سرشماری سال ۲۰۱۰ میلادی، ۶۴۹ نفر بوده‌است.